# Sandwip (isola)
Sandwip è un'isola situata presso l'estuario del fiume Meghna, nel Bangladesh sud-orientale. È la più orientale tra le isole del delta del Padma (Gange). Misura circa 40 km di lunghezza per 5-15 km di larghezza ed è separata dalla regione di Chittagong a est dal canale di Sandwip, una delle quattro bocche dell'estuario del Meghna, e dalle isole Hatia a ovest dal fiume Hatia. Formatasi dai depositi di limo trasportati dal Meghna, è un'area straordinariamente fertile. È, tuttavia, continuamente alla mercé delle distruttive onde dell'oceano.
Nel XVII secolo Sandwip era una roccaforte dei portoghesi e dei pirati arakanesi (provenienti dal Myanmar [Birmania]), fino a quando il governatore musulmano del Bengala non pose fine alle loro razzie nel 1665. Essa rimase un problema amministrativo anche durante i primi periodi del dominio britannico. L'isola è collegata alla terraferma dalle imbarcazioni.